# Torneo de Reserva 1999-00
El Torneo de Reserva 1999-00 fue la quincuagésimo novena edición del certamen organizado por la Asociación del Fútbol Argentino. Participaron un total de 20 equipos, todos participantes de la Primera División 1999-00.
Fue el primer torneo desde su retorno en el que participaron todos los equipos habilitados. También fue el primero en el que participaron en efecto los clubes indirectamente afiliados.
El certamen no terminó de disputarse, por lo que no hubo campeón.

## Equipos
| Equipo                      | Ciudad       | Estadio                             |
| --------------------------- | ------------ | ----------------------------------- |
| Argentinos Juniors          | Buenos Aires | Diego Armando Maradona              |
| Belgrano                    | Córdoba      | Gigante de Alberdi Chateau Carreras |
| Boca Juniors                | Buenos Aires | Alberto J. Armando                  |
| Central Córdoba             | Córdoba      | Juan Domingo Perón Chateau Carreras |
| Chacarita Juniors           | Villa Maipú  | Chacarita Juniors                   |
| Colón                       | Santa Fe     | Brigadier General Estanislao López  |
| Estudiantes de La Plata     | La Plata     | Jorge Luis Hirschi                  |
| Ferro Carril Oeste          | Buenos Aires | Arquitecto Ricardo Etcheverri       |
| Gimnasia y Esgrima          | Jujuy        | 23 de Agosto                        |
| Gimnasia y Esgrima La Plata | La Plata     | Juan Carmelo Zerillo                |
| Independiente               | Avellaneda   | La Doble Visera                     |
| Lanús                       | Lanús Este   | Ciudad de Lanús                     |
| Newell's Old Boys           | Rosario      | Coloso del Parque                   |
| Racing                      | Avellaneda   | Presidente Perón                    |
| River Plate                 | Buenos Aires | Antonio Vespucio Liberti            |
| Rosario Central             | Rosario      | Gigante de Arroyito                 |
| San Lorenzo de Almagro      | Buenos Aires | Pedro Bidegain                      |
| Talleres                    | Córdoba      | Chateau Carreras                    |
| Unión                       | Santa Fe     | 15 de Abril                         |
| Vélez Sarsfield             | Buenos Aires | José Amalfitani                     |

### Distribución geográfica de los equipos
| Región                 | Cant. | Equipos |
| ---------------------- | ----- | --- |
| Ciudad de Buenos Aires | 6     | Argentinos Juniors, Boca Juniors, Ferro Carril Oeste, River Plate, San Lorenzo de Almagro y Vélez Sarsfield |
| Conurbano bonaerense   | 4     | Chacarita Juniors, Independiente, Lanús y Racing                                                            |
| Provincia de Santa Fe  | 4     | Colón, Newell's Old Boys, Rosario Central y Unión                                                           |
| Provincia de Córdoba   | 3     | Belgrano, Central Córdoba y Talleres                                                                        |
| Ciudad de La Plata     | 2     | Estudiantes de La Plata y Gimnasia y Esgrima La Plata                                                       |
| Provincia de Jujuy     | 1     | Gimnasia y Esgrima                                                                                          |

## Sistema de disputa
Se llevó a cabo en dos ruedas, por el sistema de todos contra todos, invirtiendo la localía. La tabla final de posiciones del torneo se estableció por acumulación de puntos.

## Tabla de posiciones
| Pos. | Equipo                      | Pts. | J  | DG  | GF |
| ---- | --------------------------- | ---- | -- | --- | -- |
| 1.°  | Colón                       | 71   | 35 | 21  | 61 |
| 2.°  | San Lorenzo de Almagro      | 69   | 35 | 30  | 61 |
| 3.°  | Rosario Central             | 69   | 34 | 27  | 62 |
| 4.°  | Unión                       | 62   | 37 | 9   | 59 |
| 5.°  | Gimnasia y Esgrima (J)      | 52   | 35 | -4  | 44 |
| 6.°  | Lanús                       | 50   | 32 | 30  | 64 |
| 7.°  | Newell's Old Boys           | 50   | 32 | 22  | 58 |
| 8.°  | Boca Juniors                | 50   | 32 | 2   | 47 |
| 9.°  | Independiente               | 44   | 36 | 0   | 45 |
| 10.° | River Plate                 | 43   | 34 | 0   | 39 |
| 11.° | Ins. Central Córdoba        | 43   | 33 | -16 | 40 |
| 12.° | Talleres (C)                | 43   | 33 | -19 | 50 |
| 13.° | Gimnasia y Esgrima La Plata | 42   | 34 | -7  | 34 |
| 14.° | Argentinos Juniors          | 41   | 33 | 3   | 47 |
| 15.° | Vélez Sarsfield             | 38   | 33 | 0   | 40 |
| 16.° | Estudiantes de La Plata     | 38   | 32 | -13 | 48 |
| 17.° | Belgrano (C)                | 36   | 34 | -24 | 39 |
| 18.° | Racing                      | 33   | 33 | -20 | 33 |
| 19.° | Ferro Carril Oeste          | 26   | 29 | -22 | 24 |
| 20.° | Chacarita Juniors           | 23   | 30 | -19 | 35 |